# Заступник шерифа
«Заступник шерифа» (англ. The Under-Sheriff) — американська короткометражна кінокомедія Джорджа Ніколса 1914 року з Роско Арбаклом в головній ролі.

## У ролях
- Роско «Товстун» Арбакл — заступник шерифа
- Джордж Ніколс — шериф
- Мінта Дарфі — дружина шерифа
- Еліс Девенпорт — теща шерифа
- Берт Ганн — житель
- Френк Опперман — житель
- Мак Суейн — житель